# Barry Jenkins
Barry Jenkins (sinh ngày 19 tháng 11 năm 1979) là một đạo diễn người Mỹ và nhà văn sinh sống ở Los Angeles, nổi tiếng với bộ phim Medicine for Melancholy (2008) and Moonlight (2016). Moonlight nhận được hàng chục giải thưởng, bao gồm giải thưởng giải Quả cầu vàng cho phim chính kịch hay nhất. Bộ phim cũng nhận được hai giải nhất hai hang mục và sáu đề cử Oscar tại lễ trao giải Oscar lần thứ 89, Giải Oscar cho kịch bản chuyển thể hay nhất cho Jenkins..

## Tiểu sử
Jenkins sinh ra vào năm 1979 tại thành phố Liberty, Miami, và có ba anh chị em lớn tuổi hơn. Cha ông qua đời khi mới 12 tuổi, và trước đó đã chia tay mẹ ông, tin rằng Jenkins không phải con ruột của mình. Trong suốt thời thơ ấu của mình, Jenkins đã được một người phụ nữ khác nuôi trong một căn hộ chật chội. Ông theo học Miami Northwestern Senior High School, nơi anh đã chơi trong đội bóng của trường. Jenkins sau đó học về điện ảnh tại Đại học bang Florida ở Tallahassee.